# Прогібітив
Прогібіти́в (лат. prohibitiō, забороняю) — позначення заперечувального наказового способу, чиє прагматичне значення полягає у вираженні заборони, «негативний імператив».
Тільки в деяких мовах прогібітив служить самостійною морфологічною категорією, наприклад у лезгинській або макуші. Для заперечення наказового способу використовуються наступні чотири стратегії:
1. використання наказової дієслівної форми в поєднанні із запереченням (наприклад, як в українській) або без заперечення для декларативних речень (наприклад, як у панджабі і в'єтнамській)
2. використання особливої дієслівної форми в поєднанні із запереченням (наприклад, як в іспанській) або без заперечення для декларативних речень (наприклад, як у мові каннада).

Змішані форми також можливі. Наприклад, англійські заперечні імперативні речення з дієсловом to be (бути) повинні будуватися за допомогою дієслова to do, що відрізняє їх від незаперечуваних декларативних речень. Наприклад, Do not be silly!, але в той же час He is not silly.
У латинській мові заперечення в наказовому способі утворюється за допомогою дієслова nolle («не хотіти») в наказовому способі — noli, nolite («не хочи», «не хочіть») — та інфінітива (напр., noli me vidēre, «не хочи мене бачити»). Також подібну модальність можна передати при використанні кон'юнктиву перфекта із запаречувальною часткою ne, що дає заперечувальний наказ: лат. Ne me vidēris! — Не дивися на мене!
В івриті для цього використовується сполучення частки івр. אַל з дієсловом майбутнього часу (івр. תָּבִיא — принесеш -> івр. אַל תָּבִיא — не принось). При цьому, ця частка відрізняється від частки івр. לֹא, яка в сполученні з майбутнім часом заперечує його: івр. לֹא תָּבִיא — не принесеш.